# Lāsma Kauniste
Lāsma Kauniste (z domu Avotiņa, ur. 19 kwietnia 1942 w Rydze) – łotewska panczenistka.

## Edukacja
W 1964 ukończyła Latvijas Sporta pedagoģijas akadēmija (odpowiednik AWF) w Rydze.

## Kariera
Jej trenerami byli Alfons Bērziņš, Arvīds Leinerts i Jevgeņijs Krasiļņikovs.
W 1966 po raz pierwszy wystąpiła na wielobojowych mistrzostwach świata i zajęła 7. miejsce. Rok później została wicemistrzynią świata. W 1968 była 4. na MŚ, a w 1969 została mistrzynią świata. W 1970 uplasowała się na 5. pozycji na MŚ i 7. na ME. W tym samym roku startowała też na nieoficjalnych mistrzostwach świata i zajęła 10. lokatę. W latach 1968–1970 trzykrotnie zostawała wicemistrzynią Związku Radzieckiego. Trzykrotnie wygrywała też na poszczególnych dystansach, ale nie zostawała mistrzynią w wieloboju.
Brała udział w igrzyskach olimpijskich w 1968, na których wystartowała w wyścigach na 1000, 1500 i 3000 metrów. Na 1000 m była 11. z czasem 1:35,3. Na 1500 m zajęła 5. miejsce z czasem 2:25,4, a na dystansie dwukrotnie dłuższym uplasowała się na 15. pozycji z czasem 5:16,0.
W 1969 odznaczona Orderem Czerwonego Sztandaru Pracy i nagrodzona tytułem Zasłużonego Mistrza Sportu. Została najpopularniejszym sportowcem na Łotwie w 1969.
W latach 2002–2004 wygrywała mistrzostwa świata weteranów w kategorii powyżej 60 lat. W 2011 zwyciężyła w kategorii 65-70 lat.

## Życie prywatne
W 1962 wzięła ślub z estońskim panczenistą Toivo Kauniste. Od 1976 do 1989 była dyrektorem szkoły sportowej w Rydze.

## Rekordy życiowe
Na podstawie
- 500 metrów – 44,45 ( Ałmaty, 14 grudnia 1974)
- 1000 metrów – 1:28,70 ( Ałmaty, 15 grudnia 1974)
- 1500 metrów – 2:18,96 ( Ałmaty, 27 stycznia 1973)
- 3000 metrów – 4:52,0 (1973)